# 털고슴도치아과
털고슴도치류 또는 김누라(또는 짐누라, Gymnura)는 털고슴도치아과(Galericinae)에 속하는 고슴도치의 총칭이다. 고슴도치아과는 고슴도치과를 이루는 두 개의 아과 가운데 하나로, 5개 속에 8종으로 이루어져 있다.

## 하위 분류
- †데이노갈레릭스속 (Deinogalerix)
- 문랫속 (Echinosorex)
- 힐로미스속 (Hylomys)
- 하이난털고슴도치속 (Neohylomys)
- 네오테트라쿠스속 (Neotetracus)
- 포도김누라속 (Podogymnura)